# Jigawa
L'Estat de Jigawa és un estat federat que forma la República Federal de Nigèria situat al nord del país. La capital és Dutse. Té una zona de lliure comerç a la localitat fronterera de Maigatari (a la frontera amb Níger).

## Superfície i població
L'estat té una superfície de 23.154 km². La població al cens de 2006 era de 4.361.002 habitants amb una densitat de 120 h/km²; tenen una renda per capita de 673 dòlars.
La població és haussa i fulani, força homogènia, si bé hi ha un nombre apreciable de kanuris en algunes zones de l'estat (principalment a l'emirat d'Hadejia) i de badawa a la zona del nord-oest. La població és musulmana (98,9%) i els matrimonis interètnics no són estranys. L'esperança de vida és de 52 anys.

## Història
L'estat va ser creat el 27 d'agost de 1991 segregant-lo de l'Estat de Kano.

## Geografia
L'estat limita a l'oest amb els estats de Katsina i Kano, a l'est amb els estats de Bauchi i Yobe i al nord amb la república de Níger. El seu territori ocupa una superfície de 23.154 km², una àrea similar a la de la Comunitat Valenciana.
Les principals ciutats, a més de la capital, Dutse, són: Hadejia, Kazaure, Gumel i Ringim.

## Divisions
L'Estat Jigawa està dividit en 27 Àrees de Govern Local (LGA Local Government Area):
- Auyo
- Babura
- Biriniwa
- Birnin Kudu
- Buji
- Dutse
- Gagarawa
- Garki
- Gumel
- Guri
- Gwaram
- Gwiwa
- Hadejia
- Jahun
- Kafin Hausa
- Kaugama
- Kazaure
- Kiri Kasama
- Kiyawa
- Maigatari
- Malam Madori
- Miga
- Ringim
- Roni
- Sule Tankarkar
- Taura
- Yankwashi

Les 27 LGA estan al seu torn dividides en 77 Àrees de Desenvolapament segons la llei 5 de 2004 de l'assemblea de l'estat
Està dividit també en cinc emirats històrics (avui tradicionals): Hadejia, Kazaure, Gumel, Ringirn i Dutse.